# Tomomichi Nishimura
Tomomichi Nishimura (西村 知道?, Nishimura Tomomichi; Chiba, 2 giugno 1946) è un attore e doppiatore giapponese.
Lavora per la Arts Vision ed è principalmente conosciuto per il ruolo del narratore di Yu Yu Hakusho, di Anzai-sensei in Slam Dunk, di Shibaraku Tsurugibe in Mashin Hero Wataru e di Jamitov Hymem in Mobile Suit Zeta Gundam. È anche la voce di M. Bison/Vega e Akuma/Gouki nella celebre serie di videogiochi Street Fighter.

## Ruoli principali

### Anime
- Lios e Tartarga in .hack
- Edward 'Elder' Hamilton in Chrono Crusade
- Belzei in Pretty Cure
- Moebius in Fresh Pretty Cure!
- Richard Henry Mardukas in Full Metal Panic!
- Pitalia Lope in Future GPX Cyber Formula
- Jim Warston in Genesis Climber Mospeada
- Jim Kelly in Genocyber
- Tatsuhiko Umemiya in Hataraki Man
- Giwaza Lowau in Heavy Metal L-Gaim
- Clock tower guard in Kiki - Consegne a domicilio
- Mitsuyoshi Anzai in Slam Dunk
- Gigile in Macross 7
- Shibaraku Ikusabe in Mashin Eiyuuden Wataru
- Hachidai in Naruto
- Mariko's father in Caro fratello
- Il nonno di Rei in Sailor Moon
- Kikuzō in Samurai Champloo
- Lind in Sol Bianca
- Balrog in Street Fighter II V
- Akuma in Street Fighter Alpha: The Animation
- Tail Messa in The World of Narue
- Jamitov Hymem in Mobile Suit Z Gundam
- T-Bone, Don Accino, Kamonegi, Miyagi, Panz Fry, Hyogoro in One Piece
- Vice capo in Punta al top! - GunBuster
- Mr. Rossburg in Slayers
- Amano Jyaku in Urotsukidoji
- George/Blue Ogre e narratore in Yu Yu Hakusho
- Silverbolt e Superion in Transformers
- Cyclonus in Transformers: The Headmasters
- Mr. Principal in Lamù
- Chogoro Shibuya in Idol tenshi yōkoso Yōko
- Mikado Sanzenin in Hayate no Gotoku
- Regigigas in Pokémon: Giratina e il Guerriero dei Cieli
- Yuuichi Tachibana in Initial D
- Archelomon in  Digimon Xros Wars
- Ōnoki in  Naruto Shippuden
- Giudice del Judgement Day in Panty & Stocking with Garterbelt
- Kuru e Biarra in Dragon Ball Super
- Aldo in Cyberpunk: Edgerunners

### Videogiochi
- .hack//Mutation (Lios)
- .hack//Outbreak (Lios)
- .hack//Quarantine (Lios)
- .hack//G.U. Vol. 1//Rebirth (Taichiro Sugai)
- .hack//G.U. Vol. 2//Reminisce (Taichiro Sugai)
- .hack//G.U. Vol. 3//Redemption (Taichiro Sugai)
- AeroWings (Commanding Officer)
- Capcom Fighting Jam (Shin Akuma)
- Capcom vs. SNK: Millennium Fight 2000 (Akuma)
- Capcom vs. SNK 2 (Akuma, Shin Akuma)
- Dark Chronicle (Argo)
- Disgaea D2: A Brighter Darkness (Grosso, Hoggmeiser)
- Disgaea RPG (Hoggmeiser)
- Dragon Force II: Kamisarishi Daichi ni (Gung Ho)
- Dragon Quest X: Rise of the Five Tribes Offline (Eidos)
- Echo Night 2: Nemuri no Shihaisha (Joseph Hammond)
- Everybody's Golf 4 (Suzuki, Shawn)
- Everybody's Golf 5 (Suzuki)
- Final Fantasy XIII-2 (Arbiter of Time)
- Final Fantasy Crystal Chronicles Remastered (Meh Gaj)
- Galerians (Dr. Lem)
- Gihren no Yabou series (Jamitov Hymem)
- Granblue Fantasy (Dr. Rashomon)
- Halo 2 (Profeta della Verità, Mente Suprema)
- Halo 3 (Profeta della Verità, Mente Suprema)
- Judgment (Mitsugu Matsugane)
- Marvel Super Heroes vs. Street Fighter (M. Bison, Akuma, Cyber Akuma)
- Marvel vs. Capcom 2: New Age of Heroes (M. Bison, Akuma)
- Master Detective Archives: Rain Code (Margulaw)
- Muramasa Rebirth (Master Mumyo)
- Namco × Capcom (Akuma, M. Bison)
- Pocket Fighter (Akuma)
- Quiz Nanairo Dreams (Re Demone (Re Demone Godiva nella versione Arcade), Kabata)
- Rival Schools: United by Fate (Raizō Imawano)
- SD Gundam G Generation Spirits (Jamitov Hymem)
- Shinobi (Kobushi)
- SNK vs. Capcom: SVC Chaos (Akuma, Shin Akuma)
- Street Fighter III: 2nd Impact (Akuma, Shin Akuma)
- Street Fighter 3: 3rd Strike (Akuma)
- Street Fighter Alpha: Warriors' Dreams (M. Bison, Akuma)
- Street Fighter Alpha 2 (M. Bison, Akuma, Shin Akuma)
- Street Fighter Alpha 3 (M. Bison, Akuma, Shin Akuma)
- Street Fighter EX (M. Bison, Akuma)
- Street Fighter EX 2 (M. Bison)
- Street Fighter EX 3 (M. Bison)
- Super Puzzle Fighter II Turbo (Akuma)
- Super Robot Wars Alpha (Vice capo)
- Super Robot Wars Alpha Gaiden (Jamitov Hymen, Geraba Geraba)
- Super Robot Wars Alpha 2 (Yuri Caesar)
- Super Robot Wars Alpha 3 (Generale Gululu, Vice capo)
- Super Robot Wars Z (Geraba Geraba)
- Super Robot Wars Z3: Hell Chapter (Richard Henry Mardukas)
- Super Robot Wars Z3: Heaven Chapter (Richard Henry Mardukas)
- Super Robot Wars V (Richard Henry Mardukas)
- Super Robot Wars X (Shibaraku Tsurugibe)
- Super Robot Wars 30 (Giwaza Lowaw)
- Uncharted 4: Fine di un ladro (Hector Alcazar)
- Valkyrie Profile 2: Silmeria (Walther)
- X-Men vs. Street Fighter (M. Bison, Akuma)